# Registre (clavier)
Pour les articles homonymes, voir Registre.
Sur certains instruments à clavier, tels l'orgue, l'accordéon ou le clavecin, le terme registre désigne un choix de timbre, obtenu par l'utilisation d'un mécanisme propre à cet instrument. Dans ce contexte, le terme jeu est utilisé comme un synonyme de registre.

## Mécanisme
Le mécanisme du clavecin donne une bonne représentation du fonctionnement des registres pour cet instrument.